# Back ’n the Day
Back ’n the Day – kompilacja amerykańskiego rapera Dr. Dre. Została wydana 24 września 1996 roku.

## Lista utworów
1. „Funky Chicken” – 3:58
2. „Cabbage Patch” – 4:14
3. „World Class” (remix) – 4:57
4. „Gang Bang” (remix) – 4:21
5. „Turn off the Lights” – 5:45
6. „Horny Computer” (remix) – 6:19
7. „Sweat” – 4:39
8. "Housecalls” – 4:32
9. "Lovers” – 7:12
10. „Cabbage Patch” – 4:28
11. „World Class” – 5:09
12. „Gang Bang” – 3:53
13. „Horny Computer” – 4:05
14. „Housecalls” – 5:22
15. „Caché” – 3:47